# Marie Victoire
Marie Victoire è un melodramma di Ottorino Respighi su libretto in francese di Edmond Guiraud. L'opera, ambientata durante la rivoluzione francese e basata sull'omonimo dramma del librettista, fu composta tra il 1911 e il 1912, ma nonostante vari progetti non venne mai rappresentata durante la vita del compositore, per lo scoppio della prima guerra mondiale, ma anche per l'ostilità verso il lavoro della moglie di Respighi. Venne rappresentata per la prima volta soltanto il 27 gennaio 2004 al Teatro dell'Opera di Roma. È un'opera con un elevato numero di personaggi, caratterizzata tra l'altro dal «ricorso frequente alla citazione diretta di canti rivoluzionari e di danze di corte» e con una «vocalità che al canto lirico associa il declamato e l'arioso, ma senza eccessi veristi».

## Cast della prima assoluta
| Personaggio | Interprete      |
| ----------- | --------------- |
| Marie       | Nelly Miricioiu |
| Maurice     | Alberto Gazale  |
| Cloriviére  | Alberto Cupido  |
| Cloteau     | Giorgio Surian  |

Il direttore d'orchestra era Gianluigi Gelmetti, il regista Hugo De Ana.

## Trama

### Atto primo
È il primo anno della Repubblica francese.
Marie e Maurice de Lanjallay vivono nel loro castello di Louvenciennes. In Francia è stata instaurata la Repubblica e i nobili vivono minacciati. Maurice deve partire per la Bretagna, dopo che l'amico Cloriviére gli ha portato la notizia che suo padre è in pericolo. Dopo la partenza di Maurice lo stesso Cloriviére viene catturato dai rivoluzionari.

### Atto secondo
È il 9° Termidoro, nel secondo anno della Repubblica (cioè il 27 luglio 1794). La scena rappresenta la cappella di un convento trasformata in prigione durante la rivoluzione. 
Tra i numerosi prigionieri si trovano Marie e Cloriviére; il carceriere è Cloteau, un tempo servo di Marie. Ai prigionieri viene annunciato che sono stati condannati a morte. Cloriviére ricorda a Marie di quando, un tempo lontano, le aveva confessato di amarla. Ma all'improvviso giunge la notizia che Robespierre è morto: i prigionieri sono così inaspettatamente salvi.

### Atto terzo
È il 3° Nevoso del nono anno della Repubblica (cioè il 24 dicembre 1800). La scena è il retrobottega di un magazzino di mode.
Maurice è fuggito in America, credendo morta Marie. Cloriviére ha abusato di Marie, che non ha mai smesso di pensare al marito ed ora vive povera ed ha un figlio di cinque anni, Georges. Insieme a Marie, che è stata abbandonata da Cloriviére, vive Cloteau, che Marie ha perdonato. Cloriviére ha deciso di partire per sempre dalla Francia e viene a rivedere suo figlio per l'ultima volta. Il giorno stesso giunge anche Maurice che, rientrato in Francia, ritrova Marie. Maurice apprende che Marie ha un figlio di Cloriviére proprio mentre irrompe lo stesso Cloriviére, inseguito dalla polizia con l'accusa di avere attentato alla vita di Bonaparte. Nella confusione viene arrestato Maurice, che, disperato perché crede di essere stato tradito da Marie, si lascia portare via senza reagire.

### Atto quarto
Seduta notturna in una sala del Tribunale Criminale della Senna.
Marie supplica Maurice di volersi difendere, e gli confessa di essere stata violentata. Maurice, su invito del pubblico che ha ascoltato la storia, perdona Marie, ma rifiuta comunque di rivelare che è il vero attentatore. È lo stesso Cloriviére, giunto al tribunale, che si accusa: poi impugna una pistola e si uccide, cantando la stessa canzone, invisa ai rivoluzionari, che cantava Marie in apertura dell'opera.

## Organico orchestrale
Ottavino, 2 flauti, 2 oboi, corno inglese, 2 clarinetti, clarinetto basso, fagotti, corni, trombe, tromboni, tam-tam, timpani, arpa, campana (orologio) e archi

## Discografia
- Takesha Meshé Kizart (Marie), Markus Brück (Maurice), Germán Villar (Clorivière), Simon Pauly (Simon), Stephen Bronk (Cloteau). Orchestra e Coro della Deutsche Oper di Berlino. Direttore Michail Jurowski. Maestro del coro William Spaulding. cpo, 777 121-2 (3CD, settembre 2012. Registrato dal vivo nel 2009 alla Deutsche Oper di Berlino).[7][8]